# 金切り鋏

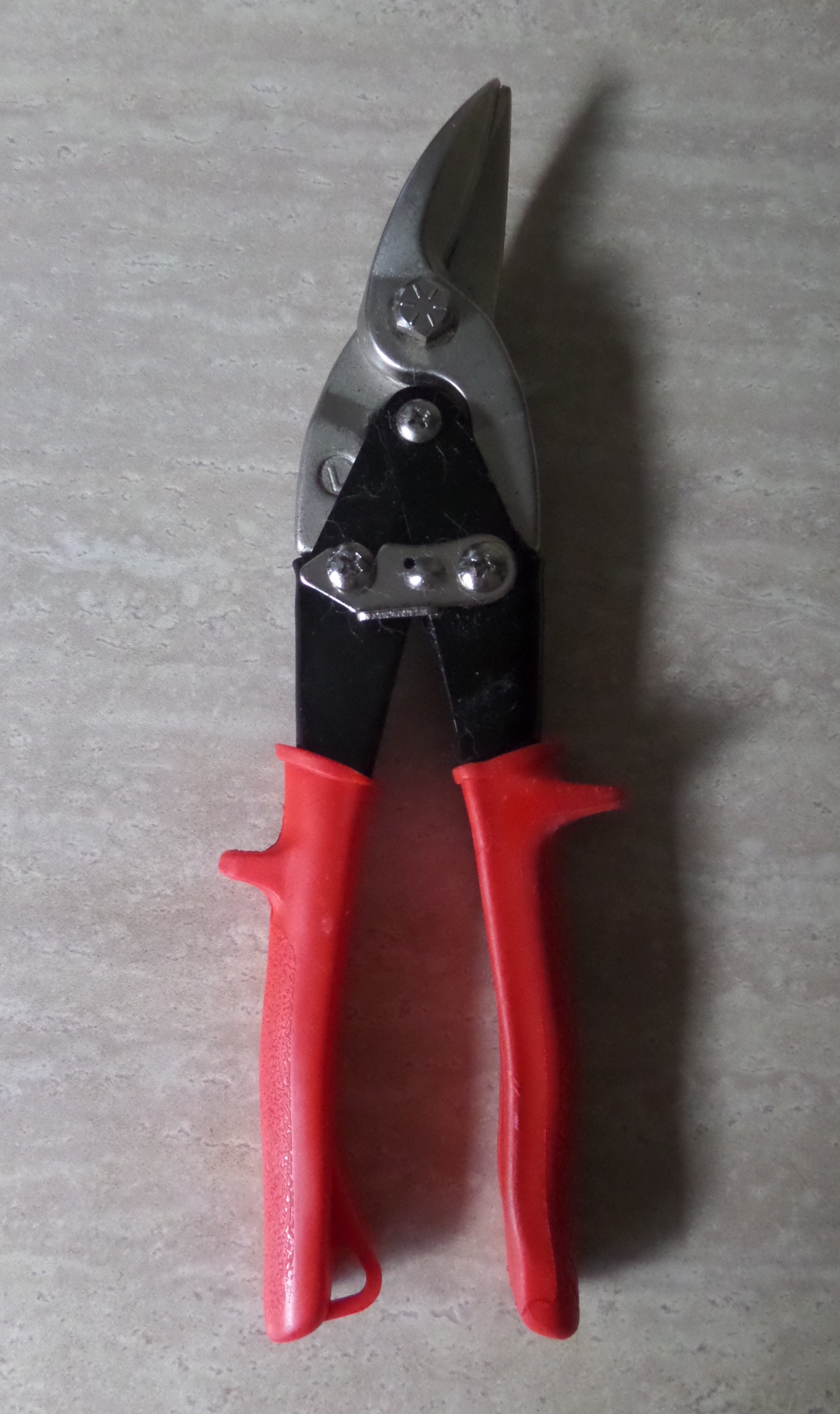
金切り鋏 (Tin snips)

金切りばさみ（かなきりばさみ）は、薄い金属板（鉄板・ステンレス板・アルミニウム板・銅板等）の切断専用のはさみで、切り落としていく側の金属板がはさみの刃を押すことなく、まっすぐに切り進めるように刃物部分が通常のはさみと異なる形状に工夫してある。

## 概要
金切り鋏は板金加工に用いるためのはさみであり、強力な剪断力を持たせ、それをなるべく維持させるために、刃の硬度（硬さ）と靭性（粘り）が求められ、切れ味をよくするために形状や角度が合っていることが求められる。このため、事務用、洋裁用、理容用などのステンレスばさみやセラミックばさみなどとは異なる材質を用いており、デザインも異なっている。
金切り鋏は、英語ではtinner's snipsと呼ぶが、snipsという語は日本語のように用途を限って呼ぶのではなく、剪定ばさみ、電工ばさみ、ケーブルばさみ、万能ばさみなどを含む、握り手が刃に対して長く、強力な剪断力を持つはさみ全般を指す。
金切り鋏には、大分類すると単式レバー方式(Tinner's snips)と小型で大きな切断力が出せる複式レバー方式(Compound action snips)がある。また、直線用、右回り用、左曲がり用などの色々な切断内容に特化した種類が揃っており、左利き用のはさみもある。単式レバー方式のものは、プロ用が主流である。複式レバー方式の物は海外で開発されたはさみで、小さな力で大きな切断力が得られる。主に設備作業者やDIYユーザーが愛好している。Compound action snipsは、COOPER HAND TOOL社のWiss（ウィス）ブランドが古くから知られている。
金切り鋏の刃部は、2枚の刃をすり合わせて切るようになっているが、切れ味を良くするために、刃部には裏スキやソリ、ネジリがつけられ、切断時に2枚の刃の一点が当たるようになっている。

## 歴史
金切り鋏は、古来「切り箸（きりはし）」と言われていた。語源は、中国から伝わった「剪子」のはさみを「切る」刃物の働きの「切る」という部分と符合して「きりはし」という呼び名が生まれた。日本における最初の金切り鋏は、今から約1,000年前の承平年間 「源順」が編集した「倭名類聚鈔」に「波左美」の記載があることより、7～8世紀頃大陸から帰化した鍛冶工によりもたらされたとされる。明治の廃刀令により刀鍛冶らがはさみを作るようになり、明治20年代以降には急速にトタン材が普及、屋根だけでなく棟や庇、長屋門、納屋土蔵の屋根にも取り入れられるようになった。盛久、種光、久光と製作の権威者も名声を博した。金属を切る「はさみ」としては、ローマ時代の「はさみ」が世界最古といわれる。

## 種類
- 単式レバー方式(Tinner's snips) [4]

使用目的によって直刃、柳刃、抉刃の3種類がよく知られている。ただし、そのほかに各社用途に合わせて工夫をした各種のはさみを追加している。トタン板の場合は、形状よって波板切・プリント板切・角波板切などの種類がある。腕（ハンドル）開放用のばねは付いていないので、作業時に開閉を連続して繰り返すには持ち方に熟練を要する。
- 直刃 （チョクバ） 直線切り専用で長物の切断時に使われる。俗称「まとも」と呼ばれる[5]。
- 柳刃 （ヤナギバ） 細工加工で直線・曲線等広い用途に使われる。「反刃」または、単に「やなぎ」とも呼ばれる。
- 抉刃（刳刃） （エグリバ） 流し台の水落、雨桶の水落等の穴あけに使われる。
- 立切刃 （タテキリバ） 柳刃と直刃の併用型で手の入りにくい個所等に便利である。

直刃・柳刃・抉切のような主要なはさみは、はさみの作りが標準のものとは左右を対称にした左利き用はさみがある。
- 複式レバー方式(Compound action snips)

刃先が短く倍力構造で、樹脂のグリップの付いた金切り鋏である。輸入品が主である。刃先の形の違いで直線用・右曲がり用・左曲がり用と種類が分かれ、刃先に細かいギザギザをつけて、切る板が滑らないようにしてあるタイプもある。ばねでハンドル（握り部）が常に開くようになっているため、熟練者に限らず誰でも簡単に使用できる。

## 材質
刃に使う鋼の成分により次のような種類がある。
炭素鋼
モリブデン鋼（クロムモリブデン鋼）

## 主なメーカー
- 金鹿工具製作所・直徳・種光・盛光・久光・鶴光・正光
- Wiss (COOPER HAND TOOL), STANLEY KLENK TOOLS（アメリカ）, LENOX（アメリカ）, MIDWEST（アメリカ）, KLEIN,